# Unione Sportiva Squinzano
Lo Squinzano Calcio 1913, già denominato Unione Sportiva Squinzano, è una società calcistica italiana con sede nella città di Squinzano, in provincia di Lecce. Milita nel Campionato di Promozione Pugliese. 

## Storia

### Le radici
Il calcio squinzanese nasce dalla Sport-Club Salus et Virtus Squinzano, il primo circolo sportivo del paese, fondato il 2 dicembre del 1913 per volontà di alcuni giovani appassionati. 
La società si proponeva nello sviluppo delle capacità fisiche ed intellettuali degli atleti in diverse discipline sportive, quella calcistica fu una tra le più frequentate e veniva praticata sul piazzale del Largo Convento in poche e sporadiche partite.

### Fondazione dell' U.S. Squinzano

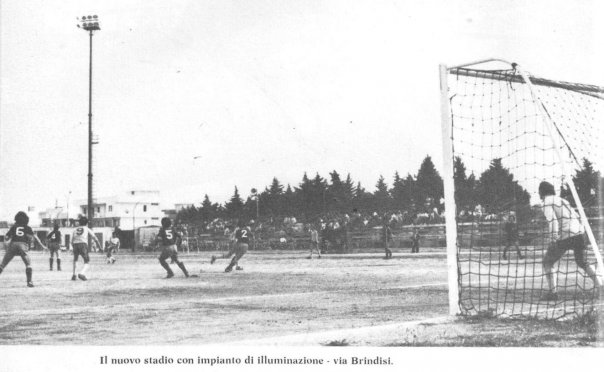
Una gara dell'U.S. Squinzano.

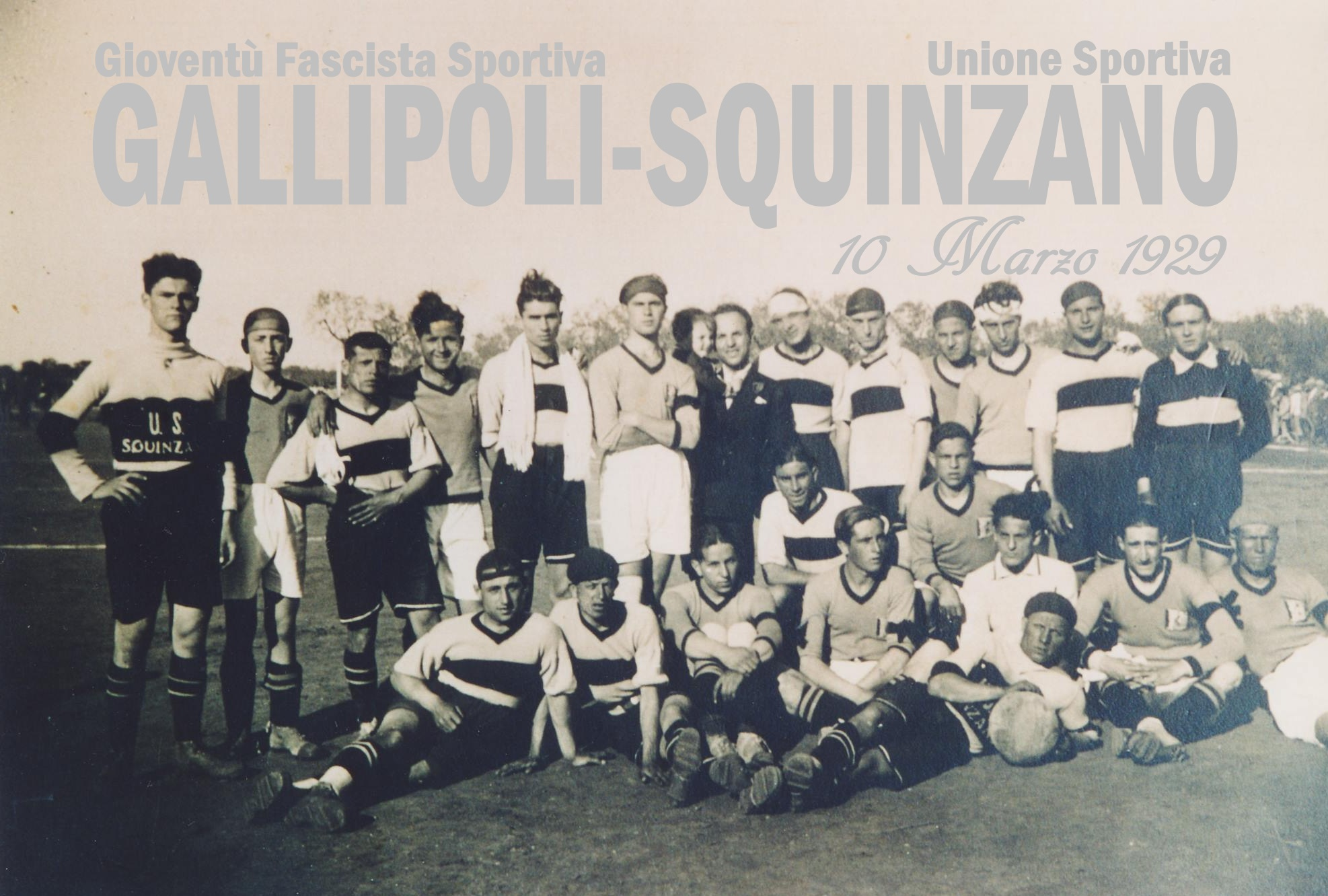
Foto del 10 marzo 1929 la squadra dello Squinzano insieme a quelli del Gallipoli prima della partita

Nell'ottobre del 1928 dalle ceneri della polisportiva viene fondato l'Unione Sportiva Squinzano che partecipa per la prima volta a un torneo indetto dalla F.I.G.C., i colori adottati furono fin da subito il bianco e nero mentre le divise avevano le maglie bianco cerchiate. 
A conclusione di un buon campionato lo Squinzano ritorna nell'anonimato per oltre un decennio preferendo i tornei giovanili gestiti dal littorio. Dal 1937 al 1941 con il presidio della G.I.L. nella sede di Villa Cleopazzo, fu ampliato e completato il campo di via Monte Grappa, determinando un felice ritorno nelle manifestazioni federali e ottenendo anche la sua prima promozione. Senza dubbio uno dei periodi più prolifici per il paese, rinomato in tutta Italia oltre al vino e alla banda musicale anche per la ferrovia che ricopriva un ruolo importante per lo sviluppo economico locale.
Fu così che sollecitati dal progresso gli imprenditori vinicoli capeggiati da Romolo Barba investirono nel calcio, raggiungendo nel 1943 un impensabile traguardo, diventando dopo l’Avio Calcio (Gioia del Colle) la seconda compagine pugliese di una città non capoluogo ad approdare in Serie C. Purtroppo la guerra ne ostacolò la partecipazione rimandando il ritorno alle attività agonistiche qualche anno dopo nelle serie minori. Nel secondo dopoguerra sotto la presidenza dell'avvocato Vincenzo Motolese, lo Squinzano affronta due campionati di Prima Divisione anticipando il fallimento, dettato oltre che da problemi economici anche dall'inesperienza dei dirigenti, i quali finirono tragicamente per non iscrivere la squadra nel campionato successivo.

### La rifondazione
Ancora una volta Squinzano rischiava di non avere più una squadra e solo grazie all'intervento di nuovi soci, su tutti Santo De Ventura e il presidente Gigi Spalluto, ebbe luogo la fusione tra l' U.S. Squinzano e il Gruppo Cattolico della Juventus Antoniana, forgiando il Gruppo Sportivo Gioventù Squinzano e ripartendo dalla Seconda Divisione salvando il calcio locale.  Nel 1952 le redini della Società passano nelle mani di Gino Carlucci che dava seguito alla cultura calcistica locale senza però esaltare la passione dei sostenitori che eccedevano in più di un’occasione in comportamenti poco consoni con lo sport. 

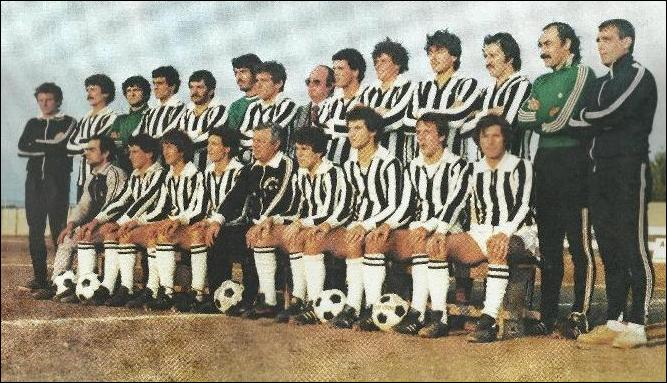
L'US Squinzano nella stagione 1979-80 in Serie C2.

Lo Squinzano sul finire degli anni '50 in attesa del completamento del nuovo impianto sportivo, lascia il Campo della GIL, sul quale il comune edifica nuove costruzioni, per giocare le sue partite a San Pietro V.co provocando ancora una volta il malcontento nella tifoseria. Il disagio verrà comunque affievolito con la vittoria nello spareggio contro il Campi giocato il 12 maggio del 1961 allo Stadio Carlo Pranzo di Lecce in una degna e colorata cornice di pubblico, guadagnandosi le finali regionali e la promozione in Prima Categoria.
Finalmente nello stesso anno della promozione il nuovo Stadio di via Caduti di Superga fu terminato, composto da una grande tribuna, offriva comodità e miglior visibilità delle partite aumentando le partecipazioni domenicali di grandi e piccoli tifosi. 
Le Aquile squinzanesi parteciparono per 15 anni consecutivi nel V Livello Nazionale, prima di spiegare le ali nella stagione 75/76 raggiungendo la promozione in Serie D sotto la presidenza di Antonio Papa coadiuvato dall'allenatore Gallone e dai suoi ragazzi. L'ultima gara di campionato contro il Copertino fu una passerella, certi della promozione lo stadio fu addobbato con striscioni e bandiere, c'erano macchine verniciate di bianco e nero ed ovviamente non poteva mancare la banda musicale.  A fine partita l'invasione di campo, la caccia alle maglie dei giocatori e la premiazione della squadra, i festeggiamenti continuarono fino a tarda notte con caroselli e fuochi pirotecnici.
In un biennio di concreti preparativi nel nuovo campionato di Serie D con l'avvocato De Filippis ad un salto ancora più qualificato con Candido Giangrande il quale incrementò la capienza dello stadio con una nuova tribuna e offrì al pubblico sempre più vasto la certezza che il vecchio sogno della C sarebbe diventato realtà, infatti nella stagione 79/80 lo Squinzano e Squinzano entrano nella storia della Serie C2 Nazionale. La promozione fu ottenuta nell'ultima gara di campionato giocata a Santa Maria Capua Vetere contro il Gladiator, partita difficile nel quale lo Squinzano sotto di un goal e con un rigore sbagliato da Tunzi rischiava di essere raggiunto in classifica dalle rivali L'Aquila e Avigliano, poi nel finale il pareggio con Longo e la città nuovamente in delirio. Sette giorni di festeggiamenti con sfilate e caroselli, orchestre in piazza e la partita di lusso con la Lazio di Giordano. Un paese sottosopra per l'esaltante impresa sportiva con oltre 5 mila bianconeri muniti di trombe, tamburi e bandiere che attesero fino alla tarda serata l'arrivo della squadra proseguendo la festa fino all'alba accompagnati dal contemporaneo suono di tutte le campane parrocchiali.
Smaltita la sbronza della festa promozione la Società ritorna a concentrarsi all'imminente campionato rinforzando i reparti con gli esperti Mario Russo e il portiere Luigi Boni completando una rosa già collaudata dai veterani Tornese, Rampino, Tunzi, Zizzariello, Iaccarino, Stabile, Durante e Petraz.
Come da previsione il campionato si dimostrò insidioso e arcigno unico alleato fu il  terreno di gioco in terra battuta che oltre ad essere circondato da un pubblico sempre molto numeroso e chiassoso, riuscì a procurare non pochi problemi alle squadre avversarie maggiormente abituate in quelli erbosi. Infatti all'esordio casalingo contro il Messina, ci fu subito la prima vittoria, altre ne seguirono specialmente tra le mura amiche portandoci alla salvezza anticipata nello scontro diretto contro i siciliani del Vittoria.
Nella seconda stagione, consapevoli della categoria, furono fatte delle scelte oculate per migliorare la qualità della squadra con l'innesti di Boccolini e Facchinello mentre in panchina arrivò l'esperto allenatore Franco Di Benedetto che seppe sapientemente inserire al fianco della vecchia guardia il giovane portiere Giuseppe Moro, l'interno di centrocampo Corrado Urbano e l'attaccante Fabrizio Cavaterra.
'' Buon vino fa buon calcio '', era il motto per antonomasia con il quale le testate sportive celebravano le imprese dello Squinzano rilegato per tutto il campionato nelle zone alte della classifica, << tutto è possibile>> dichiarava il ''mecenate'' presidente Giangrande immergendo in una nuova e bellissima favola l'intera città.
Non sempre però le favole hanno un lieto fine anche se resterà comunque il punto più alto mai raggiunto in tutta la storia del calcio squinzanese.
Nella terza stagione tra i professionisti disavventure di vario genere, più che insufficienze tecniche, determinarono la retrocessione lasciando comunque all'intera comunità un indimenticabile ricordo. 
Nel campionato successivo l'U.S. Squinzano fa ben sperare ad un immediato ritorno tra i professionisti concludendo il campionato al quarto posto poi la mancanza di nuove risorse porterà a due retrocessioni consecutive condite dall'alternarsi di nuovi presidenti forestieri e scambi di titoli societari con il Trepuzzi Calcio, finendo per dissociare i tifosi. Solo con l'arrivo del verace presidente Francesco Pellegrino, la squadra ritorna a competere in campionati più consoni, coinvolgendo la tifoseria che tornava a vivere lo stadio con passione e vivacità sfociando a volte in atteggiamenti vandalici e anche violenti dai quali non si sottraeva neanche il massimo dirigente squinzanese. In un caso specifico durante la stagione 89/90 furono applicate lunghe squalifiche al presidente e al nostro campo di gioco ma ciò nonostante riuscimmo nell'impresa di raggiungere nell'ultima giornata di campionato la capolista Leporano, portandoci a disputare lo spareggio sul neutro di Francavilla F.na il 13 maggio 1990, per l'occasione oltre allo scontato esodo bianconero ci fu anche la diretta radiofonica che esaltò l'emozionante e tesissimo incontro fino al fatale epilogo dei calci di rigore. L'ultimo errore dal dischetto fu commesso dal trascinatore della squadra il bomber Caputo condizionato durante i 90 minuti dai suoi due goal annullati con conseguente espulsione del compagno di squadra Lombardi per conto di una assai discutibile direzione arbitrale del signor Monfredi di Jesi. 
Nel 1990-1991 la famiglia Pellegrino continuava a tenere alto il livello, primeggiando per oltre metà del campionato con una lunga serie di vittorie, ma la sconfitta nello scontro diretto contro il Nardò e altri passi falsi durante il girone di ritorno determinarono il secondo posto finale, che valse comunque la partecipazione nel nuovo campionato di Eccellenza. Per rivedere nuovamente una squadra competitiva, a parte le prime due stagioni della nuova categoria sancite da un terzo e secondo posto, bisognò attendere il campionato del 1997-1998, quando, per conto della famiglia Giangrande, rappresentata questa volta dal figlio Gaetano, la Squinzano calcistica ritornò a sognare grazie alla vittoria della Coppa Italia Regionale contro il Ginosa, ma soprattutto per la notevole cavalcata nelle fasi nazionali giocandosi un posto in Serie D, fino alla finale contro i toscani della Larcianese. La tifoseria squinzanese, dopo la vittoria nella gara di andata in casa, partecipò con oltre 500 presenze nella lontana trasferta di Larciano. Il vantaggio del primo turno fu vanificato dai gol avversari, che prima indirizzarono partita ai supplementari e poi vinsero ai tiri di rigore, negando agli squinzanesi, come avvenuto otto anni prima a Francavilla, la gioia della promozione.
Dopo numerosi anni passati nel campionato di Eccellenza, che ne fanno una tra le squadre più longeve della categoria, lo Squinzano entrò nel nuovo millennio subendo una dura retrocessione nello spareggio contro il Bisceglie.
I decenni successivi saranno caratterizzati da nove campionati di Promozione con tre retrocessioni, una finale di Coppa Italia di Promozione Pugliese (persa ai calci di rigore) e sporadici campionati di Categoria. La mancanza di solidità economica e il disinteresse delle istituzioni comunali finirono per dissolvere il calcio squinzanese: il sodalizio si sciolse e fu rifondato in Terza Categoria nel 2014 come A.S.D. N.S. Nuova Squinzano 2014, per poi sparire nuovamente due anni dopo.
Nell'estate del 2023, per iniziativa dell'imprenditore Luigi Cocciolo, viene fondata una nuova società, lo Squinzano Calcio 1913, che si iscrive al campionato di Seconda Categoria. La panchina viene affidata al tecnico Gianluca Politi.

## Galleria d'immagini

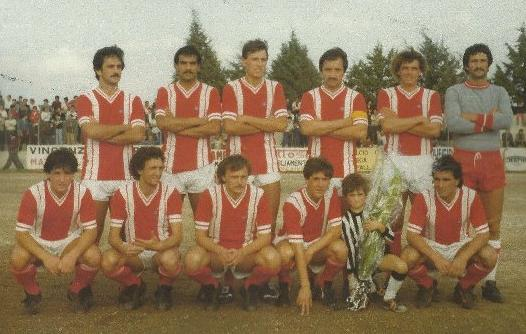
La squadra della promozione in Serie C2 (1978-1979)
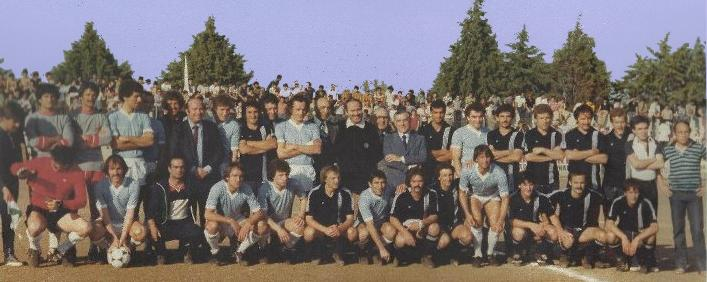
Squinzano-Lazio, amichevole per celebrare la promozione in Serie C della squadra salentina.
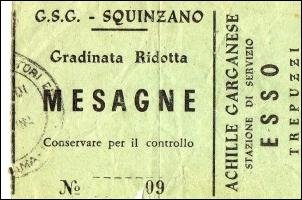
Biglietto della partita Squinzano-Mesagne del 2 giugno 1968.

## Strutture

### Stadio

La tribuna centrale dello stadio "Santo De Ventura" di Squinzano.

Lo Stadio Comunale di via Caduti di Superga di Squinzano, costruito all'inizio degli anni sessanta, con circa 2.500 posti, è stato gradualmente ampliato e modificato nel corso degli anni con l'impianto d'illuminazione, una copertura per la tribuna centrale e la costruzione di altri spalti, ultima la curva costruita dopo la C2 negli anni ottanta. Nel nuovo secolo viene nuovamente ristrutturato e rimesso a norma secondo le disposizioni federali, con nuove ringhiere di protezione per le tribune e una nuova recinzione del campo, ultimato quindi con l'impianto del manto erboso ed intitolato a Santo De Ventura, storica figura del calcio locale.
- Ubicazione: Via Caduti di Superga, Squinzano (LE)
- Superficie terreno: erba
- Capacità: circa 2.500 posti secondo le norme aggiornate
- Copertura: coperta la tribuna centrale
- Proprietario: Comune di Squinzano
- Tribuna centrale/laterale: 1500 posti circa
- Gradinata opposta distinti: 500 posti circa
- Curva: 500 posti circa

## Palmarès

### Competizioni nazionali
- Serie D: 5

1978-1979 (girone E)

### Competizioni regionali
- Seconda Divisione: 1

1941-1942 (girone E)
- Promozione: 1

1975-1976 (girone B)
- Prima Categoria: 1

2008-2009 (girone C)
- Coppa Italia Dilettanti Puglia: 1

1997-1998

## Statistiche e record

### Partecipazione ai campionati
| Livello | Categoria         | Partecipazioni | Debutto | Ultima stagione | Totale |
| ------- | ----------------- | -------------- | ------- | --------------- | ------ |
| IV      | Terza Divisione   | 1              | 1928-29 | 1928-29         | 8      |
| IV      | Prima Divisione   | 2              | 1942-43 | 1946-47         | 8      |
| IV      | Serie D           | 3              | 1976-77 | 1978-79         | 8      |
| IV      | Serie C/2         | 3              | 1979-80 | 1981-82         | 8      |
| V       | Seconda Divisione | 2              | 1941-42 | 1947-48         | 23     |
| V       | Prima Divisione   | 3              | 1948-49 | 1950-51         | 23     |
| V       | Prima Categoria   | 9              | 1961-62 | 1969-70         | 23     |
| V       | Promozione        | 6              | 1970-71 | 1975-76         | 23     |
| V       | Serie D           | 1              | 1984-85 | 1984-85         | 23     |
| V       | Interregionale    | 2              | 1982-83 | 1983-84         | 23     |
| VI      | Seconda Divisione | 1              | 1951-52 | 1951-52         | 22     |
| VI      | Prima Divisione   | 6              | 1953-54 | 1958-59         | 22     |
| VI      | Seconda Categoria | 2              | 1959-60 | 1960-61         | 22     |
| VI      | Promozione        | 4              | 1984-85 | 1990-91         | 22     |
| VI      | Eccellenza        | 9              | 1991-92 | 1999-00         | 22     |
| VII     | Seconda Divisione | 1              | 1952-53 | 1952-53         | 12     |
| VII     | Prima Categoria   | 3              | 1985-86 | 1987-88         | 12     |
| VII     | Promozione        | 9              | 2000-01 | 2010-11         | 12     |
| VIII    | Prima Categoria   | 3              | 2003-04 | 2016-17         | 2      |
| IX      | Seconda Categoria | 1              | 1986-87 | 2015-16         | 2      |
| X       | Terza Categoria   | 1              | 2014-15 | 2014-15         | 1      |